# Roger Couderc
Roger Couderc (Souillac, 12 luglio 1918 – Bron, 25 febbraio 1984) è stato un giornalista francese, specialista in rugby.
I suoi commenti entusiasti, in televisione e alla radio, hanno contribuito notevolmente ad espandere la popolarità del rugby in Francia, soprattutto a nord della Loira. I giocatori della Francia lo hanno soprannominato "il sedicesimo uomo del XV di Francia".